# Софиевка (Киев)

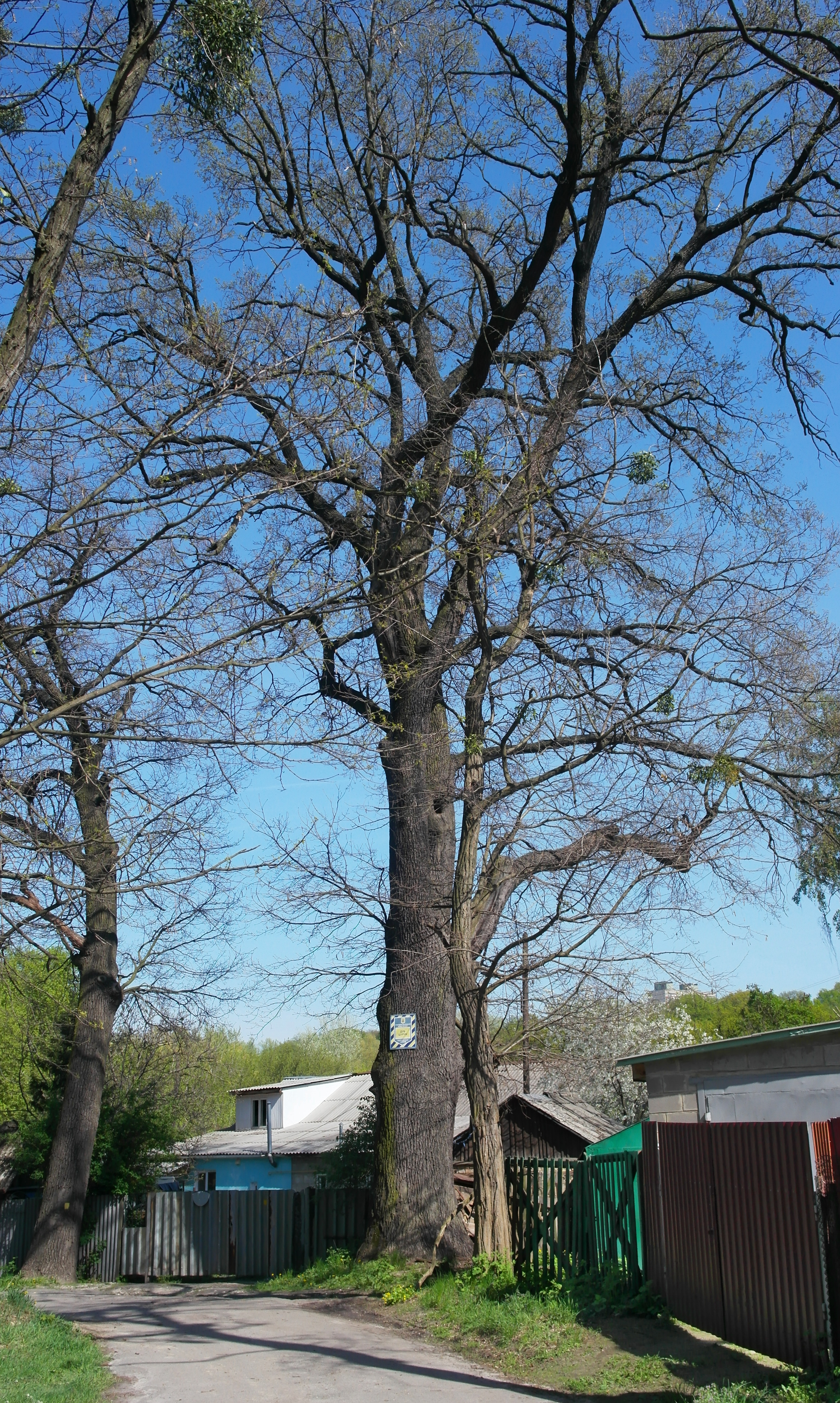
Дуб Шурун, ул. Тираспольская, 2, Софиевка

Софиевка (укр. Софіївка) — местность в столице Украины городе Киеве, бывший хутор на Сырце в районе улицы Тираспольской, располагался на обоих берегах ручья Сырец и его притока Рогостинка (Брод).
Известен как хутор со 2-й половины XIX века. В 1875—1877 годах упомянут как владение К. Люденка, 1886 г. как хутор Гладыка.
В 1898 году приобретен Моисеем Исааковичем Бродским. После его смерти в 1911 году, по духовному завещанию, хутор отошел в наследство семье. Дача на окраине города, имела площадь 67 десятин 103 кв. сажени (около 73 га), с 27-ю различными деревянными сооружениями, мельницей, прудом, оранжереями и теплицами.
В 60-х годах XX века прекратил существование как самостоятельное поселение и частично слился с окружающей застройкой.